# Olgierd Geblewicz

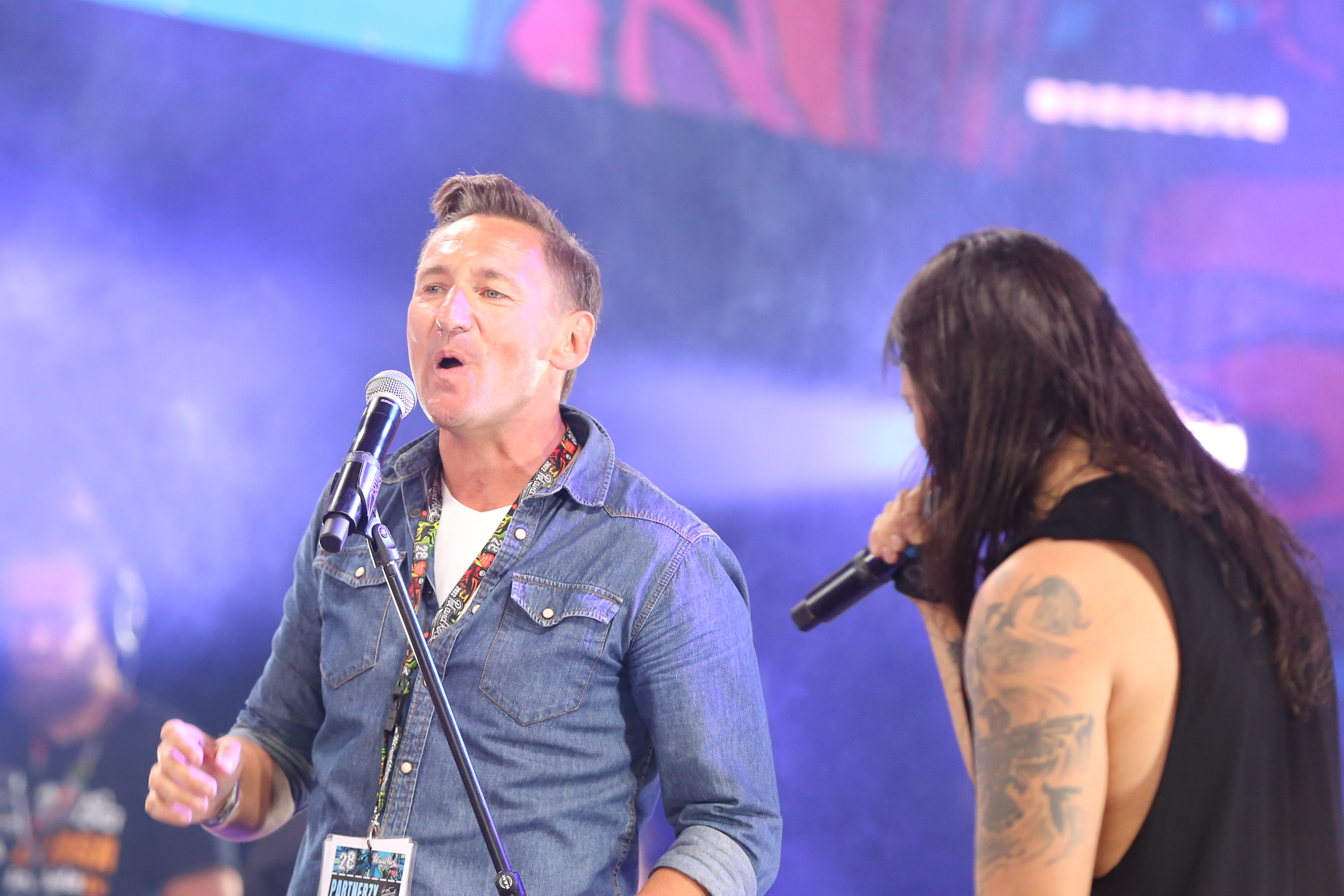
Olgierd Geblewicz na Pol’and’Rock Festival (2022)

Olgierd Tomasz Geblewicz (ur. 15 października 1972 w Goleniowie) – polski samorządowiec, przewodniczący Sejmiku Województwa Zachodniopomorskiego (2008–2010), marszałek województwa zachodniopomorskiego (od 2010).

## Życiorys

### Wykształcenie i działalność zawodowa
Uczęszczał do Szkoły Podstawowej z Oddziałami Integracyjnymi nr 4  im. Bolesława Chrobrego oraz do I Liceum Ogólnokształcącego im. Stefana Żeromskiego w Goleniowie. Jest także absolwentem Szkoły Muzycznej I stopnia w Goleniowie. Ukończył studia prawnicze na Wydziale Prawa i Administracji Uniwersytetu Szczecińskiego oraz studia ekonomiczne w Zachodniopomorskiej Szkole Biznesu. Odbył także studia podyplomowe z zakresu zarządzania przedsiębiorstwem na Uniwersytecie Warszawskim.
Początkowo pracował w banku, następnie przez kilkanaście lat był zatrudniony w sektorze gospodarki komunalnej, przez blisko cztery lata pełnił funkcję prezesa Zakładu Wodociągów i Kanalizacji w Szczecinie. Został też członkiem rady nadzorczej GWIK Sp. z o.o. w Goleniowie.

### Działalność publiczna
W 2001 wstąpił do Platformy Obywatelskiej. Był współzałożycielem stowarzyszenia „Gmina dla Obywatela”. W wyborach samorządowych w 2002 został zarejestrowany Komitet Wyborczy Wyborców „Gmina dla Obywatela”, którego był pełnomocnikiem wyborczym. Z ramienia tego też komitetu kandydował z pierwszego miejsca w okręgu nr 1 do Rady Miejskiej Goleniowa. Uzyskał mandat radnego z wynikiem 116 głosów (5,35%). Został przewodniczącym Komisji Budżetu oraz klubu radnych swojego lokalnego ugrupowania. W 2005 został przewodniczącym PO w powiecie goleniowskim.
W wyborach samorządowych w 2006 kandydował z 1. miejsca listy Platformy Obywatelskiej w okręgu nr 2 do Sejmiku Województwa Zachodniopomorskiego. Uzyskał mandat radnego z wynikiem 8314 głosów (9,58%). W sejmiku został przewodniczącym Komisji Gospodarki, a także przewodniczącym klubu radnych PO. Z racji objęcia drugiej z tych funkcji wszedł w skład zarządu regionu zachodniopomorskiego PO. 2 grudnia 2008 został wybrany na przewodniczącego sejmiku III kadencji, zastępując Michała Łuczaka, który zrezygnował z tej funkcji 26 listopada tego samego roku. W 2009 został członkiem zarządu Współpracy Subregionalnej Państw Morza Bałtyckiego (BSSSC) z ramienia Polski.
Był przewodniczącym rady społecznej szpitala powiatowego w Goleniowie, a także prezesem Stowarzyszenia „Zachodniopomorskie Forum Wodociągowe”. W wyborach samorządowych w 2010 ponownie kandydował z listy PO do sejmiku; uzyskał reelekcję z wynikiem 10 721 głosów (11,65%). 29 listopada 2010 został przez radnych województwa powołany na marszałka. Urzędowanie rozpoczął 7 grudnia tego samego roku. Od 2010 do 2011 pełnił funkcję przewodniczącego BSSSC.
W październiku 2011 został członkiem Komitetu Regionów. Dołączył w nim do grupy Europejskiej Partii Ludowej, a także Komisji Obywatelstwa, Sprawowania Rządów, Spraw Instytucjonalnych i Zewnętrznych (CIVEX) oraz Komisji Zasobów Naturalnych (NAT). W 2013 został przewodniczącym struktur miejskich PO w Szczecinie. W wyborach samorządowych w 2014 ponownie został radnym województwa, otrzymując 21 974 głosy (18,24%), kandydując z 1. miejsca z listy PO w okręgu nr 1. 1 grudnia tegoż po raz drugi został wybrany na urząd marszałka zachodniopomorskiego. 3 marca 2016 został wybrany prezesem zarządu Związku Województw Rzeczypospolitej Polskiej, za jego kandydaturą głosowało 49 z 50 delegatów.
W wyborach w 2018 utrzymał mandat radnego sejmiku na kolejną kadencję, uzyskując 42 494 głosy (23,14%). 23 listopada 2018 został po raz kolejny powołany na marszałka województwa. W maju 2019 został członkiem rady nadzorczej Narodowego Funduszu Ochrony Środowiska i Gospodarki Wodnej. W styczniu 2020 został wybrany na przewodniczącego frakcji Europejskiej Partii Ludowej w Komitecie Regionów.
W maju 2021 brał udział w incydencie drogowym, gdy miał zajechać drogę kierowcy samochodu ciężarowego, na skutek czego doszło do zderzenia pojazdów. Prokurator prowadził postępowanie w sprawie domniemanego stworzenia niebezpieczeństwa katastrofy w ruchu lądowym, które w 2024 umorzył, uznając, że zachowanie polityka wyczerpało tylko znamiona wykroczenia spowodowania zagrożenia bezpieczeństwa w ruchu lądowym. W lipcu 2021 został powołany na ambasadora Europejskiego Paktu na rzecz Klimatu przy Komisji Europejskiej. W październiku 2021 został wybrany na przewodniczącego regionalnych struktur PO. W grudniu 2021 ponownie przejął obowiązki przewodniczącego BSSSC na dwa lata (na kadencję 2022–2023). W tym samym roku zasiadł też w radzie politycznej ruchu samorządowego Tak! Dla Polski. W 2022 został członkiem prezydium Europejskiej Partii Ludowej.
W wyborach w 2024 został wybrany na radnego województwa VII kadencji z wynikiem 48 876 (29,85%). 7 maja radni ponownie powierzyli mu sprawowanie urzędu marszałka. W czerwcu tego samego roku ponownie wybrano go na prezesa Związku Województw RP.

## Wyniki wyborcze
| Wybory | Komitet wyborczy                                     | Komitet wyborczy          | Organ                                                | Okręg                                               | Wynik           |
| ------ | ---------------------------------------------------- | ------------------------- | ---------------------------------------------------- | --------------------------------------------------- | --------------- |
| 2002   |                                                      | KWW „Gmina dla Obywatela” | Rada Miejska Goleniowa IV kadencji                   | nr 1                                                | 116 (5,35%)     |
| 2006   |                                                      | Platforma Obywatelska     | Sejmik Województwa Zachodniopomorskiego III kadencji | nr 2                                                | 8314 (9,58%)    |
| 2010   | Sejmik Województwa Zachodniopomorskiego IV kadencji  | Platforma Obywatelska     | 10 721 (11.65%)                                      | nr 2                                                |                 |
| 2014   | Sejmik Województwa Zachodniopomorskiego V kadencji   | Platforma Obywatelska     | nr 1                                                 | 21 974 (18,24%)                                     |                 |
| 2018   |                                                      | Koalicja Obywatelska      | nr 1                                                 | Sejmik Województwa Zachodniopomorskiego VI kadencji | 42 494 (23,14%) |
| 2024   | Sejmik Województwa Zachodniopomorskiego VII kadencji | Koalicja Obywatelska      | nr 1                                                 | 48 876 (29,85%)                                     |                 |

## Życie prywatne
Syn Teresy i Józefa, bankowca oraz samorządowca z Goleniowa. Żonaty z Agnieszką – ekonomistką i księgową; ma trzy córki: Zuzannę, Antoninę i Klarę.

## Odznaczenia i wyróżnienia
- Złoty Krzyż Zasługi (2012)[40]
- Odznaka Honorowa za Zasługi dla Samorządu Terytorialnego (2015)[41]
- Szabla Kilińskiego (2020)[42]
- Odznaka honorowa „Zasłużony Honorowy Dawca Krwi” III stopnia (2021)[43]